# チーニジ
チーニジ（イタリア語: Cinisi）は、イタリア共和国シチリア自治州パレルモ県にある、人口約1万2000人の基礎自治体（コムーネ）。
パレルモ国際空港は当市域に所在する。

## 地理

### 位置・広がり
パレルモ県のコムーネ。県都パレルモから西北西へ22kmの距離にある。

#### 隣接コムーネ
隣接するコムーネは以下の通り。
- カリーニ
- テッラジーニ

## 行政

### 分離集落
チーニジには、以下の分離集落（フラツィオーネ）がある。
- Punta Raisi, Magaggiari, Presti Camarrone, Piano Tavola, Piano Maggi, Pozzillo, Fondorsa, Cipollazzo, Piano Peri, Piano Cavoli, Ciciritto.